# Bob Bowman
Robert "Bob" Bowman, född 6 april 1965 i Columbia, South Carolina, är en amerikansk simtränare. Han är mest känd för att ha varit tränare åt den amerikanske simmaren Michael Phelps.
Bowman var chefstränare på University of Michigan 2005-2007. Efter OS i Peking återvände han till North Baltimore Aquatic Club i Baltimore, Maryland där han var elittränare under perioden 1999-2004. I träningsgruppen ingick bl.a. Michael Phelps. Bowman hade fem av sina adepter med i USA:s olympiska lag vid OS 2008; Allison Schmitt, Scott Spann, Peter Vanderkaay, Erik Vendt och Michael Phelps.